# Andy Bechtolsheim
Andreas (Andy) von Bechtolsheim(Hängeberg, 30 de setembro de 1955) é um cientista da computação, co-fundador da Sun Microsystems, junto com Vinod Khosla, Bill Joy e Scott McNealy.